# سقوط ری
برای نوشتارهای همانند، نبرد ری ببینید.
سقوط ری در سال ۱۰۲۹ با تاخت‌وتاز محمود غزنوی که سال‌ها به آن دیار چشم داشت، رخ داد. پس از درگذشت فخرالدوله علی بویی در سال ۳۸۷ قمری (۹۹۷ میلادی) و نشستن مجدالدوله رستم، پسر خردسالش بر تخت فرمانروایی، قدرت راستین در دست مادر این شاه نونهال یعنی سیده ملک‌خاتون (شیرین باوندی) بود. سیده در این مدت با چنان شایستگی به گرداندن امور پرداخت که دشمنان آل بویه بر آن نشدند که به مرزهای آن فرمانروایی بتازند. ولی پس از مرگ سیده در سال ۴۱۹ قمری (۱۰۲۸ میلادی) و به قدرت رسیدن خود مجدالدوله، با شورش سپاهیان، شیرازه امور در ری از هم گسست و این گسستگی دخالت غزنویان را در ری به‌دنبال آورد. مجدالدوله، کاری شگفت کرد و از سلطان محمود برای سرکوب شورشیان درخواست کمک نمود و سلطان نیز در سال ۴۲۰ قمری سپاهی را به ری گسیل نمود.
غزنویان پس از درآمدن به ری، مجدالدوله را برداشتند، و شهر را به کلی دستخوش چپاول و تاراج نمودند. محمود پس از بازداشت مجدالدوله، از پیرامون جرجان به ری شد و گنجینه‌های بویه را که در ری دربردارنده میلیون‌ها دینار دارایی، چیزهای گران‌بها و گوهرافزارها می‌شد، به چنگ درآورد.
سلطان محمود پس از گشایش ری چون ناچار بود تا رفتار پرخاش‌آمیز سپاهیانش را در آن شهر درست‌انگاری نماید، این کارش را در رده غزوه‌های هند شمرد و هنگام گشایش نامه‌ای که به خلیفه فرستاد، از پاک شدن جبال از باطنیه کافر که در زمان فرمانروایی مجدالدوله سر برآورده بودند، سخن گفت. به‌راستی سلطان محمود در ری در برابر شیعه‌ها رفتار و کردار بسیار سختی از خود نشان داد. مجدالدوله را به گرفتاری درآورد، و بسیاری از نزدیکان او را که برخی از آنان دانشمندان دوره بودند، به دار زد. همچنین بسیاری از مردم ری به بهانه قرمطی بودن از دم تیغ سپاهیان محمود گذشتند. کتابخانه گرانبهای مجدالدوله هم به این بهانه که متضمن فلسفه و مذهب معتزله و ستاره‌شناسان است، به آتش کشیده شد و تنها، گزیده‌ای از آن کتابخانه که پیرامون پنجاه یا صد بار شتر بود، از آتش رهید و به غزنه فرستاده شد.
سلطان پس از این کارها، قزوین، ساوه و آبه را نیز به دست آورد و پسرش مسعود را گماشت تا زنجان و ابهر را بگشاید. محمود سپس در حالی که فرمانروایی سرزمین‌های  تازه‌گشوده‌شده را به مسعود سپرده بود، به غزنه بازگشت.

## بن‌مایه
- اهداف راهبردی فتح ری توسط سلطان محمود غزنوی. نشریه: مطالعات تاریخ انتظامی سال:۱۳۹۷ | دوره:۵ | شماره:۱۷ | نویسندگان: جعفر آقازاده و فرزاد خوش‌آب
- حمله به روم در تخیلات فاتحانه سلطان محمود غزنوی _ نشریه پژوهش‌های تاریخی ایران و اسلام  دوره ۷، شماره ۱۲ - فروردین ۱۳۹۲ - سیّد ابوالقاسم فروزانی

1. ↑  «زنی که سلطان محمود در برابرش کم آورد!». خراسان.